# VdB 156
vdB 156 è una grande nebulosa a riflessione visibile nella costellazione di Andromeda.
Si individua nella parte nordoccidentale della costellazione ed è formata da un grande sistema di nuclei gassosi che circondano la stella ο Andromedae; il periodo più indicato per la sua osservazione nel cielo serale ricade fra i mesi di agosto e gennaio ed è notevolmente facilitata per osservatori posti nelle regioni dell'emisfero boreale terrestre. La stella ο Andromedae è una gigante blu con classe spettrale B6III e forti emissioni alla lunghezza d'onda dell'idrogeno (classificata come stella Be), con una magnitudine pari a 3,63. Le stime sulla sua distanza basate sulla parallasse indicano una distanza attorno ai 212 parsec (791 anni luce); l'ambiente circostante è particolarmente ricco di gas parzialmente ionizzati e polveri illuminate, data la presenza dell'associazione Lacerta OB1.